# 奈拉贾恩杰吉尔
奈拉贾恩杰吉尔（Naila Janjgir），是印度恰蒂斯加尔邦Janjgir-Champa县的一个城镇。总人口32495（2001年）。

## 人口
该地2001年总人口32495人，其中男性16841人，女性15654人；0—6岁人口4501人，其中男2345人，女2156人；识字率70.31%，其中男性为79.51%，女性为60.41%。